# Richard Arden (3e baron Alvanley)
Richard Pepper Arden, 3e baron Alvanley (8 décembre 1792 - 24 juin 1857) est un officier et pair de l'armée britannique. 

## Biographie
Il est le fils de Richard Pepper Arden (1er baron Alvanley) et d’Anne Dorothea Wilbraham-Bootle. Jeune homme, il fait partie d'un cercle d'amis entourant William Wilberforce.   
Le 19 mars 1811, il achète une commission de cornette chez le 15e Hussards. Promu lieutenant le 3 octobre 1811, il sert avec le régiment dans la guerre d'indépendance espagnole de février 1813 à avril 1814. Il combat aux batailles de Morales, Vittoria, Orthez et Toulouse et reçoit la médaille de service pour les trois derniers. 
Il est nommé capitaine du 2e bataillon de garnison le 26 avril 1815, mais est incapable de se payer un poste de capitaine dans un régiment de cavalerie. Placé en demi-solde, il échange plus tard avec le 32e régiment d'infanterie le 8 juillet 1819. Il achète une commission de Major dans le 84e régiment d'infanterie le 4 octobre 1822, et une place de lieutenant-colonel le 30 octobre 1823. Le 1er juin 1829, il passe de la demi-solde aux Coldstream Guards en tant que capitaine et lieutenant-colonel. Cependant, il vend sa commission et prend sa retraite de l'armée le 4 juin 1829. 
Le 24 avril 1831, il épouse Arabella Vane, fille cadette du 1er duc de Cleveland. Le 16 novembre 1849, il succède à son frère William Arden. Sans aucun fils pour hériter du titre, la baronnie d'Alvanley s'éteint à sa mort. 